# ブランズウィック (T-EPF-6)
ブランズウィック（USNS Brunswick, T-EPF-6）は、アメリカ海軍の遠征高速輸送艦。スピアヘッド級遠征高速輸送艦の6番艦。艦名はジョージア州の都市ブランズウィックにちなむ。その名を持つ艦としてはイーデントン級救難艦3番艦（ATS-3）以来3隻目。

## 艦歴
2014年12月2日、アラバマ州南部のモービルにあるオースタル USAで起工式が行われ、2015年5月10日の命名式典でレイ・メイバス海軍長官によってブランズウィックと命名、5月19日に進水式が行われた。
ブランズウィックはメキシコ湾での受入試験（英: Acceptance Trial、略称：AT）完了後、2016年1月14日にアメリカ海軍へ引き渡され、軍事海上輸送司令部に配備された。
2019年3月4日、遠征高速輸送艦「フォールリバー」とともにパシフィック・パートナーシップ2019参加のためグアムを出港、ベトナム、タイ、マレーシア、東ティモール、フィリピン、マーシャル諸島、ミクロネシア連邦に寄港し、医療支援と災害対応訓練を実施した。
2023年4月、スーダンでの武力衝突に伴い、在留アメリカ国民の国外避難支援のためスーダンに派遣されている。